# Вирок (притока Стиру)
Вирок — річка у Володимирецькому районі Рівненської області, права притока Стиру (басейн Дніпра).

## Опис
Довжина річки приблизно 10 км. Висота витоку над рівнем моря — 163 м, висота гирла — 152 м, падіння річки — 11 м, похил річки — 1,1 м/км. Формується з багатьох безіменних струмків.

## Розташування
Бере початок на північній стороні від села Половлі. Тече переважно на північний захід і на південно-східній околиці села Мульчиці впадає в річку Стир, праву притоку Прип'яті.